# 今科子
今 科子（こん しなこ、1973年〈昭和48年〉6月5日 - ）は、日本の女優、沖縄ことば指導、監修（沖縄方言指導・沖縄弁指導）。台本直しから携わる本格派。アドリブなども監督、役者と伴走したフォローアップをする。エキストラまで沖縄ことばの監修、指導を行う。役者、監督、スタッフからも定評が高い。 。沖縄県出身。アニマ・エージェンシー所属。
映像テクノアカデミー声優科 ‘00青年劇場入団を経て現在に至る。

## 芸歴

### 映画
- 宝島 2025年公開 - 沖縄ことば監修、沖縄方言指導[2] 監督/大友啓史　出演者/妻夫木聡、広瀬すず、窪田正孝、永山瑛太
- 風のマジム 2025年公開 - 出演、沖縄ことば監修、沖縄方言指導[2] 監督/芳賀薫　出演者/伊藤沙莉、滝藤賢一
- 木の上の軍隊 2025年公開　- 沖縄ことば監修、沖縄方言指導[2] 監督/平一紘　出演者/山田裕貴、堤真一
- 島守の塔　2024年 - 出演、沖縄ことば監修、沖縄方言指導[2] 監督/五十嵐匠 製作委員会　出演者/萩原聖人、村上淳、吉岡里帆
- 海辺の映画館―キネマの玉手箱 2020年 - 沖縄ことば監修、沖縄方言指導[2] 監督/大林宣彦 PSC　出演者/常盤貴子、成海璃子、高橋幸宏
- 島々清しゃ 2017年 - 出演、沖縄ことば監修、沖縄方言指導[2] 監督/新藤風 近代映協　出演者/安藤サクラ、伊藤蒼
- 万能鑑定士Q -モナ・リザの瞳- 2014年 - 沖縄ことば監修、沖縄方言指導[2] 監督/佐藤信介 東宝　出演者/綾瀬はるか、松坂桃李
- 旅立ちの島唄〜十五の春〜 2013年 - 沖縄ことば指導・監修[2] 監督/吉田康弘 出演/三吉彩花、大竹しのぶ、小林薫
- 天国からのエール 2011年 - 沖縄ことば監修、沖縄方言指導[2] 監督/熊沢誓人 製作委員会　出演者/阿部寛、ミムラ、桜庭ななみ、森崎ウィン
- 太平洋の奇跡 -フォックスと呼ばれた男- 2011年 - 沖縄ことば監修、沖縄方言指導[2] 監督/平山秀幸 東宝　出演者/竹野内豊、井上真央、唐沢寿明
- 風音（ふうおん）2004年 - 出演[2] 監督/東陽一 シグロ　出演者/加藤治子
- 八月のかりゆし 2003年 - 沖縄ことば監修、沖縄方言指導[2] 監督/高橋巌 ギャガ　出演者/松田龍平、斉藤和義、村山富市
- おぎゃあ。 2002年 - 出演、沖縄ことば監修、沖縄方言指導[2] 監督/光石冨士朗　出演者/岡本綾、萩原聖人、光石研、余貴美子

### テレビ
- NHK BSプレミアム「返還返還交渉人 -いつか、沖縄を取り戻す-」 - 出演、沖縄ことば監修、沖縄方言指導[2]　出演者/井浦新、戸田菜穂、大杉漣、石橋蓮司
- TBSドラマ「ぶっせん」 - 沖縄ことば監修、沖縄方言指導[2]　出演者/吉沢亮、平間壮一、袴田吉彦
- TBS報道ドラマ「生きろ」 - 出演、沖縄ことば監修、沖縄方言指導[2]　出演者/緒方直人、的場浩司、真野恵里菜、西郷輝彦、満島慎之介、石橋凌
- NHKドラマ10「つるかめ助産院〜南の島から〜」 - 出演、沖縄ことば監修、沖縄方言指導[2]　出演者/仲里依紗、中尾明慶、伊東四朗、余貴美子
- NHKドラマ10「下流の宴」 - 沖縄ことば監修、沖縄方言指導[2]　出演者/黒木瞳、美波、窪田正孝、余貴美子、野際陽子
- NHK「ガラス色の恋人」 - 出演、沖縄ことば監修、沖縄方言指導[2]　出演者/吹石一恵、瀬川亮、大地康雄
- NTV THE M #13「夏川りみ」 - 出演、沖縄ことば監修、沖縄方言指導[2]
- NHK「僕の島/彼女のサンゴ」 - 出演、沖縄ことば監修、沖縄方言指導[2]　出演者/美波、田中圭、藤岡弘、
- CX「まだ見ぬ父へ、母へ・魂で歌う青い海〜全盲のテノール歌手・新垣勉の軌跡」 - 出演、沖縄ことば監修、沖縄方言指導[2]　出演者/小池徹平、いしだあゆみ
- ANB「美人三姉妹の推理旅行」 - 沖縄ことば監修、沖縄方言指導[2]　出演者/とよた真帆、大島さとこ、中山忍
- CX「ユタが愛した探偵」 - 沖縄ことば監修、沖縄方言指導[2]　出演者/中村俊介、知念里奈、野際陽子
- ANB「正義の女神」 - 出演、沖縄ことば監修、沖縄方言指導[2]　出演者/高島礼子、いかりや長介、小泉孝太郎
- TBS「さとうきび畑の唄」 - 出演、沖縄ことば監修、沖縄方言指導[2]　出演者/明石家さんま、黒木瞳、坂口憲二、仲間由紀恵、上戸彩、オダギリジョー
- TX「犬笛」  - 出演、沖縄ことば監修、沖縄方言指導[2]　出演者/かたせ梨乃、布施博、野村真美、津嘉山正種
- ANB「はみだし刑事情熱系」 - 出演、沖縄ことば監修、沖縄方言指導[2]　出演者/柴田恭兵、風間トオル、樹木希林、風吹ジュン
- NHK連続テレビ小説「ちむどんどん」 - 沖縄方言指導　出演者/黒島結菜、仲間由紀恵、竜星涼、川口春奈、上白石萌歌、宮沢氷魚
- NHK連続テレビ小説「ちゅらさん」 - 沖縄方言指導　出演者/国仲涼子、小橋賢児、山田孝之、平良とみ、ゴリ、余貴美子、田中好子、堺正章

### 舞台
- 喜劇「人類館」 - 出演[1] 作/知念正真  演出/佐藤尚子、知念あかね
- 「フリムンシスターズ 」-沖縄ことば監修、沖縄方言指導[2] 　演出/松尾スズキ　出演者/長澤まさみ、阿部サダヲ
- 「ガマ」 - 沖縄ことば監修、沖縄方言指導[3] 脚本/古川健 演出/日澤雄介　出演者/大和田獏
- 「チムドンドン〜夜の学校のはなし〜」 - 沖縄ことば監修、沖縄方言指導[2]  演出/藤井ごう
- 「沖縄世（うちなーゆ）」 - 沖縄ことば監修、沖縄方言指導[2]   演出/小笠原響　出演者/島田歌穂、下条アトム、きゃんひとみ
- 「hana-1970、コザが燃えた日」 - 沖縄ことば監修、沖縄方言指導[2]   演出/栗山民也　出演者/松山ケンイチ、岡山天音、余貴美子
- 「木の上の軍隊」初演、再演 - 沖縄ことば監修、沖縄方言指導[2]   演出/栗山民也　出演者（初演）/藤原竜也、山西淳、片平なぎさ　出演者（再演・再々演）/松下洸平、山西淳、普天間かおり
- 「ぶっせん」 - 沖縄ことば監修、沖縄方言指導[2] 　出演者/吉沢亮、平間壮一、袴田吉彦
- 「普天間」 - 沖縄ことば監修、沖縄方言指導[2] 青年劇場公演
- 「豚真珠」 - 沖縄ことば監修、沖縄方言指導[2] 俳優座公演

### ラジオ
- NHK FMシアター「飛ばせハイウェイ、飛ばせ人生」 - 沖縄ことば監修、沖縄方言指導[2]　出演者/市原悦子、原田芳雄
- NHK 特集オーディオドラマ「祖国を想う　沖縄を想う 〜ドラマ照屋敏子伝〜」 - 出演、沖縄ことば監修、沖縄方言指導[2]　出演者/若村麻由美
- NHK FM青春アドベンチャー「ラジオの前で」 - 沖縄ことば監修、沖縄方言指導[2]
- NHK 特集オーディオドラマ「見よ、蒼い空に白い星」 - 沖縄ことば監修、沖縄方言指導[2]
- NHK FM青春アドベンチャー「カレーライフ｣ - 出演、沖縄ことば監修、沖縄方言指導[2]
- NHK FM青春アドベンチャー「光の島」 - 出演、沖縄ことば監修、沖縄方言指導[2]
- NHK FMシアター「ゆらゆらいちゅん」 - 沖縄ことば監修、沖縄方言指導[2]